# Dunstall

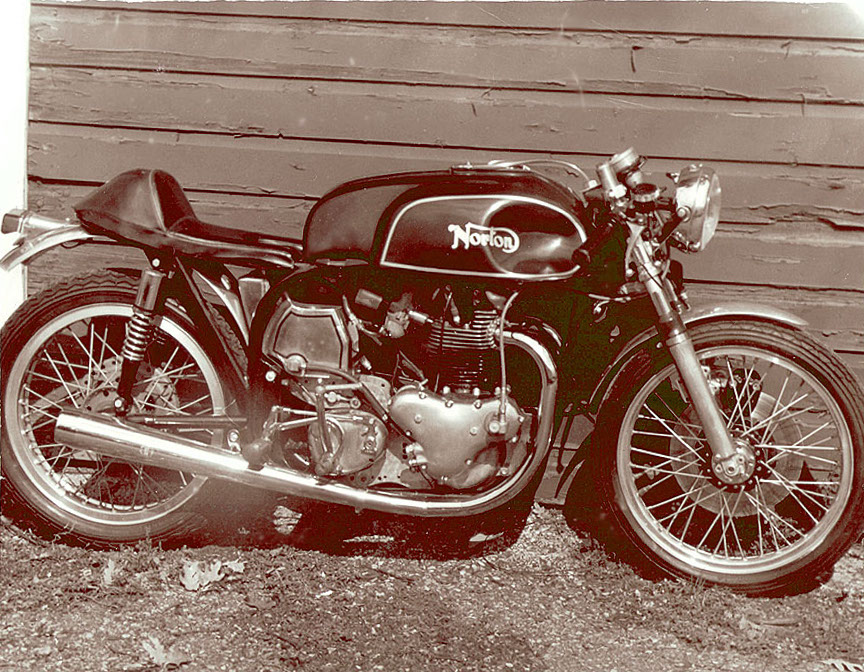
Een door Paul Dunstall (voornamelijk inwendig) bewerkte Norton Commando

Dunstall is een historisch merk dat motorfietsen verkocht die gebaseerd waren op bestaande Britse en Japanse modellen.
De bedrijfsnaam was: Paul Dunstall Organisation Ltd., London.
Engels bedrijf dat zich vanaf ca. 1967 specialiseerde in het tunen en verfijnen van motorfietsen. In eerste instantie waren dat Engelse machines, onder andere Nortons en Triumphs, maar al snel kwamen er Dunstall-Honda’s, -Kawasaki’s en -Suzuki’s.
Dunstall-motoren waren eigenlijk echte café-racers, waar de eigenaar zelf niets meer aan hoefde te verbouwen. Wel waren Dunstall-kits los verkrijgbaar.